# Крива река (приток на Пчиня)
Вижте пояснителната страница за други значения на Крива река.
Крива река, наричана в по-старата литература и с турското си име Егри дере (на македонска литературна норма: Крива Река; на турски: Egri Dere) е река в североизточната част на Северна Македония, на-дългият (75 km) и най-големият по водосборен басейн (1002 km2) приток на река Пчиня. На Крива река е разположен град Крива паланка. Крива река разделя планините Осогово от юг и Герман и в горното ѝ течение е разположена историко-географската област Славище, а в долното Средорек.
Крива река извира от планината Осогово в северните склонове на Султан тепе (2085 m), на надморска височина от 1932 m, а в Пчиня се влива като ляв приток край село Клечевце, на надморска височина от 294 m. От изворния дял до вливането на Киселичка река (на 18 km от извора), Крива река првин тече на север и северозапад, а потоа рязко сменя посоката и продължава да тече на югозапад. Долината на Крива река е композитна с няколко пролма (Жидиловско-Паланска, Псачка, Маркова, Вакуфска клисура) с ерозивни разширения (Уземско, Търновско, Средоречко) и котоловини Славищка, Кумановска). До село Опила, долината на Крива река предимно е всечена во кристални скали (гнайсови, слюдени, хлоритни, мусковити шкрилци), а до село Беляковци предимно е всечена в терциерни вулканити: андезити, игнимбрити, туфови и други. От село Беляковци до самото вливане в Пчиня, долината на Крива река е всечена в еоценскии седименти – пясъчници и плочести варовици.
Басейнът на Крива река има неправилна правоъгълна форма и обхваща повърхност от 1002 km2. Разположен е предимно в посока изток-североизток запад-югозапад. Минималната дължина на басейна от връх Руен (2252 m) до вливането в Пчиня е 55 km, а максималната дължина по течението на реката е 79 km. Басейнът на Крива река е сравнително обезлесен, особено в западните (палеовулкански) дялове, како и в южните склонове на планините Герман и Билино. Обезлесеността на басейна води до значително ерозиране на повърхнотта по време на валежи и затова по-голямата част от притоците имат пороен характер и доста променливи корита през годината. За да се подобри състоянието и да се намали ерозивноста, във втората половина на XX век са правени залесявания, но на относително малка площ и без съответна динамика.
Крива река има развита хидрографска мрежа от над 600 постоянни, периодични и временни притоци с цялостна дължина от около 1400 km. От тях 14 са по-дълги от 10 km, като 11 се преки притоци на Крива река – десните Киселичка река, Габерска река, Рашка река, Ранковска, Ветунишка река, Държава (или Ругинска Държава) и Живуша и левите Дурачка река, Кратовска река, Повишница и Върлей.